# Essex (Ontario)
Essex è un comune del Canada, situato nella provincia dell'Ontario, nella contea di Essex.